# Manifestations de 2022 en Chine
Les manifestations de 2022 en Chine ont commencé en réponse aux mesures prises par le gouvernement chinois pour empêcher la propagation du Covid-19 dans le pays, notamment en mettant en œuvre une politique zéro Covid,. La manifestation civile, très médiatisée à l'étranger, est considérée comme la plus grande manifestation antigouvernementale depuis les manifestations de la place Tian'anmen en 1989.
Le gouvernement chinois justifie le maintien du dispositif « zéro Covid » par la nécessité d'éviter une vague meurtrière. D'après les estimations de la société Airfinity, un allègement des restrictions comme à Hong Kong début 2022 pourrait entraîner de 1,3 à 2,1 millions de morts. Une autre estimation, publiée par la revue Nature Medicine, estime quant à elle que l'arrêt de stratégie « zéro covid » pourrait entraîner plus de 1,5 million de morts dans le pays.
Jusqu'à présent, la pandémie a fait en Chine 5 235 morts (au 6 décembre 2022).
La commission nationale de la santé chinoise annonce le 7 décembre 2022 assouplir les restrictions face aux protestations. Celle-ci concerne une réduction dans la fréquence des tests au Covid et un changement sur la prise en charge des cas asymptomatiques. La Chine annonce le 26 décembre un retrait des restrictions et tests liées au Covid pour rentrer sur le territoire chinois à partir du 8 janvier 2022, alors que le pays ne délivrait plus aucun visa de touriste et a annulé jusqu’à 98 % des vols internationaux depuis le 27 mars 2020.

## Contexte
Le mécontentement à l'égard de la politique a augmenté depuis le début de la pandémie, qui a confiné de nombreuses personnes chez elles, sans travail ou sur leurs lieux de travail, les laissant incapables d'acheter les nécessités quotidiennes et les soumettant à de sévères restrictions.
Les autorités, qui s'appuient depuis le début de l'épidémie sur la formule « la vie plutôt que l'économie », sont confrontées à la fragilité du système de santé, au vieillissement de la population, à une couverture vaccinale insuffisante et à l'efficacité limitée des vaccins chinois face aux variants. Dans le même temps, elles doivent faire face aux exigences économiques : selon l’économiste Li Daokui, la stratégie « zéro Covid » a ainsi permis de sauver 4 millions de personnes depuis 2019, mais l'augmentation du PIB et des revenus permettraient également de relever l'espérance de vie du pays, qui n'a pas achevé son développement,.
Le 20e congrès national du Parti communiste chinois (octobre 2022) a vu le président Xi Jinping conforté mais des tensions sont apparues entre cadres locaux et nationaux sur le degré d’application de la politique sanitaire. La mise en œuvre des restrictions anti-covid diffère en fonction des provinces, celles-ci disposant d'un certain degré d'autonomie.

## Déroulement des manifestations

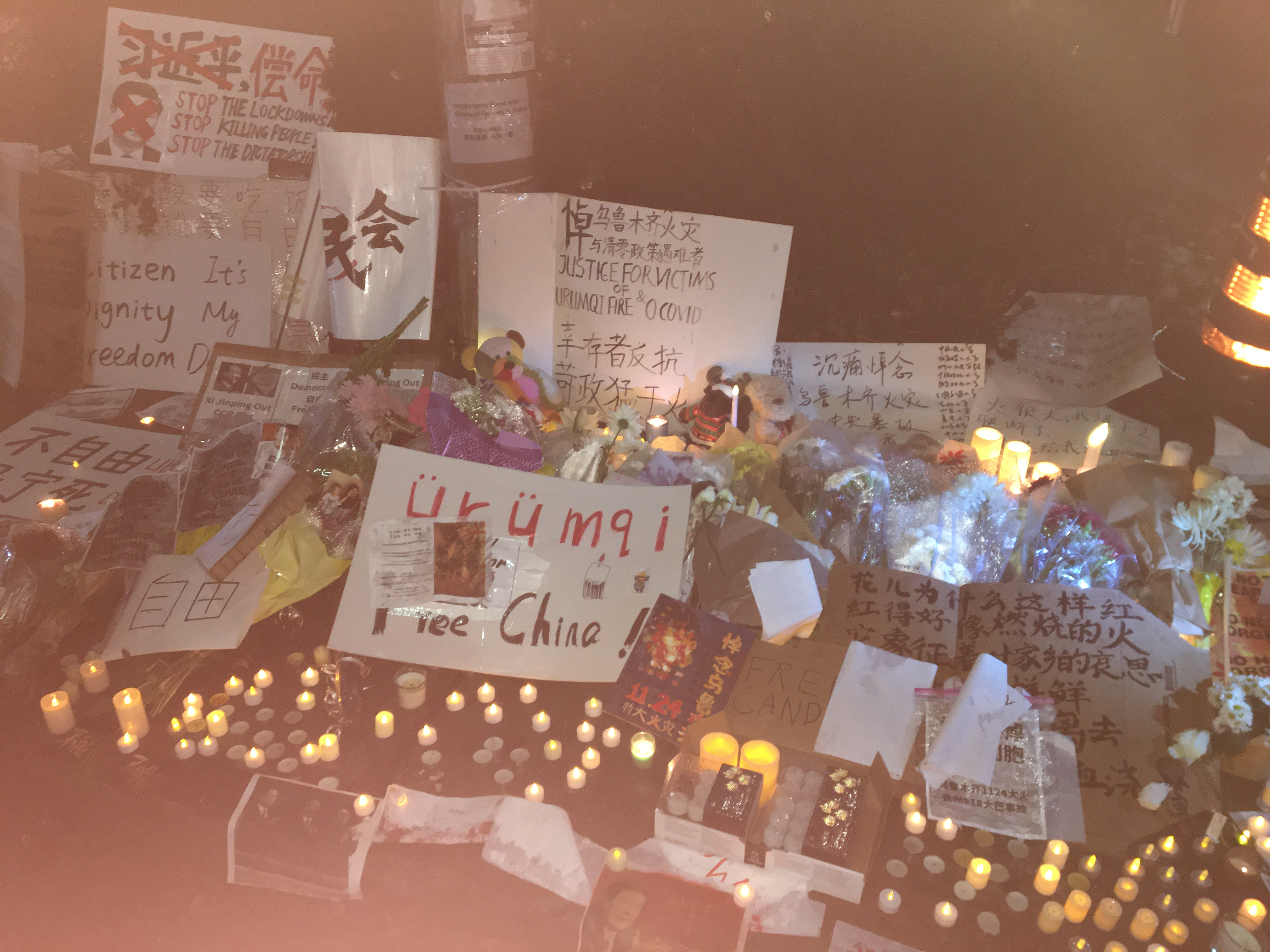
Affiches de protestation devant le consulat général de Chine à Toronto, le 27 novembre 2022.

Alors que des manifestations à petite échelle ont commencé début novembre, des troubles civils ont éclaté à la suite d'un incendie meurtrier à Ürümqi, au Xinjiang. Des vidéos de l'incident ont circulé en ligne, les manifestants affirmant que les vidéos montraient que les camions de pompiers ne pouvaient pas entrer dans la zone résidentielle en raison des barrières de contrôle de la pandémie. En outre, les images de la coupe du monde de football 2022, très regardée dans le pays, montrant des dizaines de milliers de spectateurs sans masques dans les tribunes pourraient avoir contribué à exacerber le sentiment de lassitude d'une partie de la population face aux stricts mesures anti-covid en vigueur depuis près de trois ans.
Les manifestants ont exigé la fin de la politique zéro COVID du gouvernement et des verrouillages continus qui sont souvent imposés soudainement et sans avertissement. Bien que les réponses du gouvernement n'aient fait aucune reconnaissance directe des manifestations, les conférences de presse locales de la ville ont commencé à proclamer l'assouplissement des restrictions zéro-COVID,.
En dehors des manifestations contre les mesures sanitaires, des conflits sociaux sont apparus, notamment dans l'usine Foxconn de Zhengzhou, principal assembleur de l'iPhone en Chine, en réponse à des salaires impayés.
La critique directe du pouvoir central et de Xi Jinping reste sporadique. Ce sont surtout les gouvernements locaux qui sont mis en cause. Le sinologue Jean-Louis Rocca souligne que « la demande d'une expression libre ne doit pas conduire à conclure que la population réclame un autre système politique ».
A l'étranger, lors d'une veillée à l'université de Göttingen (Allemagne) le 29 novembre, des dizaines d'étudiants chinois ont commémoré les victimes de l'incendie d'Ürümqi. La démocratie et la liberté ont été revendiquées. Il y a également eu des manifestations dans plusieurs villes européennes.

### Réaction des autorités
En réponse aux manifestations Xi Jinping reconnait une « frustration » après trois années de restrictions sanitaires et plusieurs villes chinoises ont allégé celles-ci.
La vice-première ministre, Sun Chunlan, chargée de la lutte contre la pandémie début 2020, précise : « Alors que le variant Omicron devient moins pathogène, que plus de gens sont vaccinés et que notre expérience en matière de prévention du Covid-19 a progressé, notre combat contre la pandémie arrive à une nouvelle étape ». Le gouvernement annonce vingt mesures censées aider à mieux cibler les restrictions, interdisant par exemple les confinements trop larges ou les fermetures d’écoles préventives.
Le 7 décembre 2022, le gouvernement relâche une partie des restrictions sanitaires à la suite des manifestations,. Aussi, le gouvernement arrête de publier les nombres de cas et la mortalité liés au Covid-19.